# Hôpital de Tililane
L'hôpital de Tililane est une structure sanitaire située dans le Ksar Tililane dans la commune d'Adrar. Il dépend du centre hospitalier universitaire d'Oran et relève de la Direction de la Santé et de la Population (DSP) de la wilaya d'Adrar (comme l'hôpital Ibn Sina d'Adrar, l'hôpital Mohamed Hachemi de Timimoun, l'hôpital de Reggane, l'hôpital Noureddine Sahraoui d'Aoulef, l'hôpital de Bordj Badji Mokhtar et l'hôpital de Zaouiet Kounta et l'hôpital d'Aougrout).
Cet hôpital est l'un des hôpitaux en Algérie qui relèvent du ministère de la Santé.

## Géographie

### Localisation
L'hôpital de Ksar Tililane se situe au nord-est du Ksar Tililane.

### Accès

#### Route
L'accès par route goudronnée au chantier de l'hôpital de Ksar Tililane, situé au nord-est du Ksar Tililane dans la commune d'Adrar, n'est pas du tout évident pour les automobilistes qui continuent à se plaindre des routes défoncées.

#### Hélicoptère sanitaire
Une réflexion est en cours en 2014 pour la dotation de l'hôpital de Ksar Tililane d'une station d'hélicoptère sanitaire.
Il s'agira d'un hélicoptère, ou de plusieurs, basé de façon permanente à l'hôpital de Ksar Tililane et dédié exclusivement à des missions sanitaires de transport de patients.
La zone de stationnement de l'hélicoptère sera proche de l'enceinte des services hospitaliers afin d'éviter l'usage d'un véhicule intermédiaire. Elle devra être protégée, éclairée et homologuée.
La configuration sanitaire de l'appareil volant devra être permanente. 
Le matériel médical embarqué sera standardisé et approuvé. 
La disponibilité immédiate concernera l'équipe médicale des urgences de l'hôpital de Ksar Tililane, mais également le pilote qui bénéficiera de locaux d'hébergement dans l'hôpital même.
Grâce à la généralisation des numéros verts et à l'utilisation du système GPS, l'intervalle entre la survenue de l'urgence médicale dans les communes et les villages de la wilaya d'Adrar et la réception de l'alerte aura tendance à diminuer.
L'hélicoptère sanitaire réduira le délai de réponse médicale après l'alerte et le signalement dans tout le périmètre de la wilaya d'Adrar.
À rappeler qu'en décembre 2011, 3 petits avions et 5 hélicoptères avaient été destinés aux évacuations sanitaires surtout pour la région du sud de l'Algérie, à partir de l'année 2012, à la suite de la convention signée entre le ministère algérien de la santé et de la population et la compagnie algérienne Tassili Airlines.

## Histoire

### Construction
Le secteur de la santé dans la wilaya d'Adrar sera renforcé par la réalisation d'un nouvel hôpital de 240 lits au Ksar Tililane à partir de l'année 2015.
Ce projet avait été inscrit dans le programme 2005/2009 dans la commune d'Adrar dans la nouvelle ville de Tililane.
Après que l'étude ait été lancée, les travaux ont débuté en 2008 pour ériger cet établissement hospitalier qui venait s'ajouter aux autres hôpitaux existants dans la wilaya d'Adrar.
L'assiette foncière de cet hôpital a une surface de plus de 35 000 m² et d'un coût global de 300 milliards de centimes.
Ce nouvel hôpital de 240 lits permettra de réduire considérablement la pression sur le seul hôpital Ibn Sina du chef-lieu de la wilaya d'Adrar, et d'améliorer en même temps la couverture sanitaire et la prise en charge de la population surtout des Ksours voisins du chef-lieu en matière de santé.

### Hôpital
La capacité de cet hôpital sera de 240 lits avec plusieurs services médicaux.
La population de Ksar Tililane sera ainsi libérée des longues années de souffrance du déplacement vers le plus proche hôpital Ibn Sina d'Adrar situé à quelques kilomètres pour les hospitalisations.
À son inauguration, ce nouvel établissement public hospitalier de Ksar Tililane sera composé de services :
- urgences médico-chirurgicales.
- Chirurgie générale.
- Chirurgie orthopédique.
- Anesthésie et réanimation.
- Ophtalmologie.
- Médecine interne.
- Médecine du travail.
- Pédiatrie.
- Gynécologie-obstétrique.
- Épidémiologie.
- Radiologie centrale.
- Pharmacie.
- Laboratoire central[21].

## Tarifs des soins
À l'hôpital de Ksar Tililane, les tarifs des soins seront les suivants:
- Consultation générale: 50 DA.
- Soins dentaires: 50 DA (plombage, simple visite ou extraction).
- Radiographie: de 20 à 50 DA, à partir de la radio d’une fracture de doigt au téléthorax.
- Consultation spécialisée: 100 DA (pour chaque nuitée passée à l’hôpital, intervention chirurgicale incluse).
- Soins dispensés aux malades chroniques: gratuits.

## Ambulance
Ce nouvel hôpital sera doté d'une ambulance (véhicule tout-terrain: type 4x4) équipée de moyens d'urgence et d'intervention.
À rappeler qu'en 2014, le secteur de la santé dans la wilaya d'Adrar a été renforcé par l'acquisition de 20 ambulances pour le transport des malades et de 12 véhicules tout-terrain: type 4x4 pour les équipes mobiles.

## Cuisine
La nourriture des patients hospitalisés dans les services de l'hôpital de Ksar Tililane sera consommée dans les repas préparés dans la cuisine du même établissement.

## Établissements affiliés
L'hôpital de Ksar Tililane supervisera polycliniques et salles de soins, pour servir une population estimée à plusieurs dizaines de milliers d'habitants.

### Polycliniques
L'hôpital de Ksar Tililane chapeaute certaines des 29 polycliniques locales que compte la wilaya d'Adrar, comme la polyclinique de Ksar Tililane.

### Salles de soins
L'hôpital de Ksar Tililane chapeaute certaines des 171 salles de soins locales que compte la wilaya d'Adrar.
Ces salles de soins sont érigées dans la banlieue de Ksar Tililane pour accueillir les citoyens.

## Ressources humaines
Le personnel médical de l'hôpital de Ksar Tililane compte un effectif global de praticiens de la santé composé de médecins spécialistes, de généralistes et d'agents paramédicaux.
Les avantages sociaux et professionnels offerts aux praticiens algériens seront nombreux à l'hôpital de Ksar Tililane, avec un salaire conséquent, une augmentation de 150 %, un logement disponible et équipé et un cadre de travail agréable.
En effet, Le manque de plusieurs spécialistes médicales incite à réfléchir à une autre politique pour inciter les praticiens de la santé à venir au sud de l'Algérie.
L'objectif espéré est d'atteindre la couverture de toutes les spécialités, d'améliorer la qualité de la prise en charge du malade et d'assurer la couverture médicale dans tous les ksour de la wilaya d'Adrar.

## Couverture sanitaire
En 2014, La couverture sanitaire dans la wilaya d'Adrar était assurée par un médecin spécialiste pour 6 722 habitants, un médecin généraliste pour 1 200 habitants et un pharmacien pour 8 780 habitants.